# 이란 항공 277편 추락 사고
이란 항공 277편 추락 사고(Iran Air Flight 277)는 승객 93명, 승무원 12명 등 105명의 탑승객을 태우고 테헤란을 출발, 오루미에로 향하던 도중 추락사고가 발생, 탑승객 77명이 숨지는 사고가 발생되었다.